# عرقه (روستا)
 عرقه  به عربی ( العُرقة ) روستایی است در ناحیهٔ (عزلهٔ الروس) در استان اِب در کشور یمن در شبه جزیره عربستان است. 

## جمعیت
جمعیت آن (۷۴۷) نفر (۱۹ خانوار) می‌باشد.